# وادي ديبانج
وادي ديبانج رمزها «UD» (بالإنجليزية: Dibang  Valley)‏ ، هو تقسيم إداري لدولة الهند تتبع ولاية أروناجل برديش (بالإنجليزية: Arunachal  Pradesh)‏ ، مركزها هو مدينة انيني (بالإنجليزية: Anini)‏ عدد سكانها حسب تعداد سنة 2001 هو 257,543 ، مساحتها 23,029 كم² وكثافة السكان 4 لكل كم² .